# لاسیپالاتسی
لاسیپالاتسی (سوئدی: Glaspalatset، در اصطلاح عامه مشهور به کاخ شیشه‌ای) یک ساختمان اداری در سبک معماری کارکردگرایی واقع در محله کامپی در خیابان مانرهایمینتی در هلسینکی فنلاند است که در دهه ۱۹۳۰ طراحی شده‌است. لاسیپالاتسی یکی از برجسته‌ترین بناهای معماری در سبک کارکردگرایی در هلسینکی است.

## پیشینه
محوطه این مکان در خلال جنگ داخلی فنلاند پادگان تورکو نام داشت که به کلی ویران شد. لاسیپالاتسی در سال ۱۹۳۶ توسط سه معمار جوان فنلاندی ریو رول، هیمو ریهی‌ماکی و نییلو کوکو به عنوان یک ساختمان موقت طراحی شد تا به جای آن بعدها یک ساختمان اداری بزرگتر ساخته شود. نقشه اولیه ابتدا شامل دفاتر، رستوران‌ها و یک سالن نمایش فیلم بود و بسیاری از اولین نمایش‌های رسمی فیلم‌های سینمای فنلاند در آنجا به نمایش درآمد.

## بازسازی
بازسازی لاسیپالاتسی تا دهه ۸۰ به تعویق افتاد تا اینکه سرانجام در سال ۱۹۹۶ پس از ۱۰ سال ساخت و ساز این بنا کامل و احیا شد. از اکتبر ۲۰۱۶ مجدداً طرح بازسازی انجام شد و اکنون این بنا دارای چندین موزه، رستوران، دفاتر اداری است. موزه آموس رکس نیز در این بنا قرار دارد.

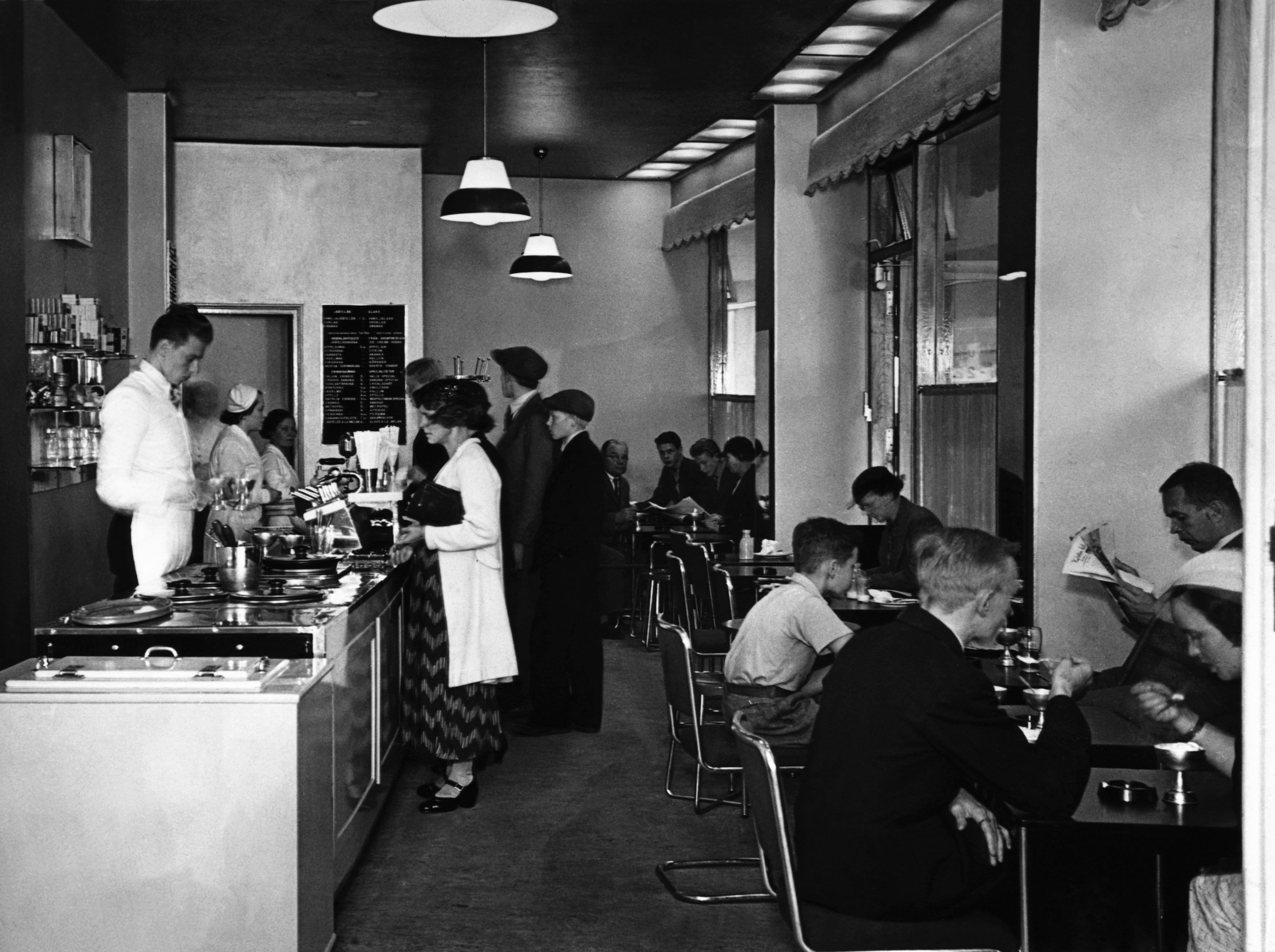
نمای داخلی ۱۹۳۵